# Hypoponera fiebrigi
Hypoponera fiebrigi är en myrart som först beskrevs av Auguste-Henri Forel 1908.  Hypoponera fiebrigi ingår i släktet Hypoponera och familjen myror.

## Underarter
Arten delas in i följande underarter:
- H. f. antoniensis
- H. f. famini
- H. f. fiebrigi
- H. f. transiens